# Cantó de Fiançac
El cantó de Fiançac és un cantó del departament francès de la Droma, a la regió d'Alvèrnia-Roine-Alps. Està inclòs al districte de Valença i té 5 municipis. El cap cantonal és Fiançac.

## Municipis
- Bèumont de Valença
- la Vacha
- Estèla
- Montalagier
- Fiançac

## Història
| Data d'elecció                           | Identitat         | Partit                     | Qualitat |
| ---------------------------------------- | ----------------- | -------------------------- | -------- |
| 1973-1982                                | Gabriel Coullaud  | PCF                        |          |
| 1982-2006                                | Jean-Guy Pinède   | PCF, després Divers gauche |          |
| 2006-                                    | Marie-Josée Faure | PS                         |          |
| les dades anteriors no són pas conegudes |                   |                            |          |
|                                          |                   |                            |          |